# Bundestagswahlkreis Schwabach
Der Bundestagswahlkreis Schwabach war von 1949 bis 1965 ein Wahlkreis in Bayern. Er umfasste die kreisfreie Stadt Schwabach sowie die Landkreise Schwabach, Nürnberg, Hersbruck und Lauf an der Pegnitz.
Zur Bundestagswahl 1965 kam es zu einer umfassenden Neuordnung der Wahlkreise in Mittelfranken. Das Gebiet des aufgelösten Wahlkreises Schwabach wurde auf die Wahlkreise Erlangen und Ansbach aufgeteilt. Heute liegt das Gebiet des ehemaligen Bundestagswahlkreises Schwabach überwiegend im Bereich des Bundestagswahlkreises Roth, die kreisfreie Stadt Schwabach im Bundestagswahlkreis Nürnberg-Süd. Der letzte direkt gewählte Abgeordnete des Wahlkreises war Georg Baron Manteuffel-Szoege (CSU).

## Wahlkreissieger
| Jahr | Name                          | Partei | Erststimmen |
| ---- | ----------------------------- | ------ | ----------- |
| 1961 | Georg Baron Manteuffel-Szoege | CSU    | 45,9 %      |
| 1957 | Georg Baron Manteuffel-Szoege | CSU    | 49,5 %      |
| 1953 | Georg Baron Manteuffel-Szoege | CSU    | 33,7 %      |
| 1949 | Georg Kurlbaum                | SPD    | 33,5 %      |

## Wahlkreisgeschichte
| Wahl      | Wahlkreisname | Gebiet                                                                                  |
| --------- | ------------- | --------------------------------------------------------------------------------------- |
| 1949      | 34 Schwabach  | Schwabach, Landkreis Schwabach, Landkreis Nürnberg, Landkreis Hersbruck, Landkreis Lauf |
| 1953–1961 | 229 Schwabach | Schwabach, Landkreis Schwabach, Landkreis Nürnberg, Landkreis Hersbruck, Landkreis Lauf |